# راؤول سيريس
راؤول سيريس (بالفرنسية: Raoul Serres)‏ هو مصمم طوابع البريد فرنسي، ولد في 1881 في غارون العليا في فرنسا، وتوفي في 1971 في نوجينت سور مارن في فرنسا.